# Nephelaphyllum tenuiflorum
Nephelaphyllum tenuiflorum är en orkidéart som beskrevs av Carl Ludwig von Blume. Nephelaphyllum tenuiflorum ingår i släktet Nephelaphyllum och familjen orkidéer. Inga underarter finns listade i Catalogue of Life.

## Bildgalleri

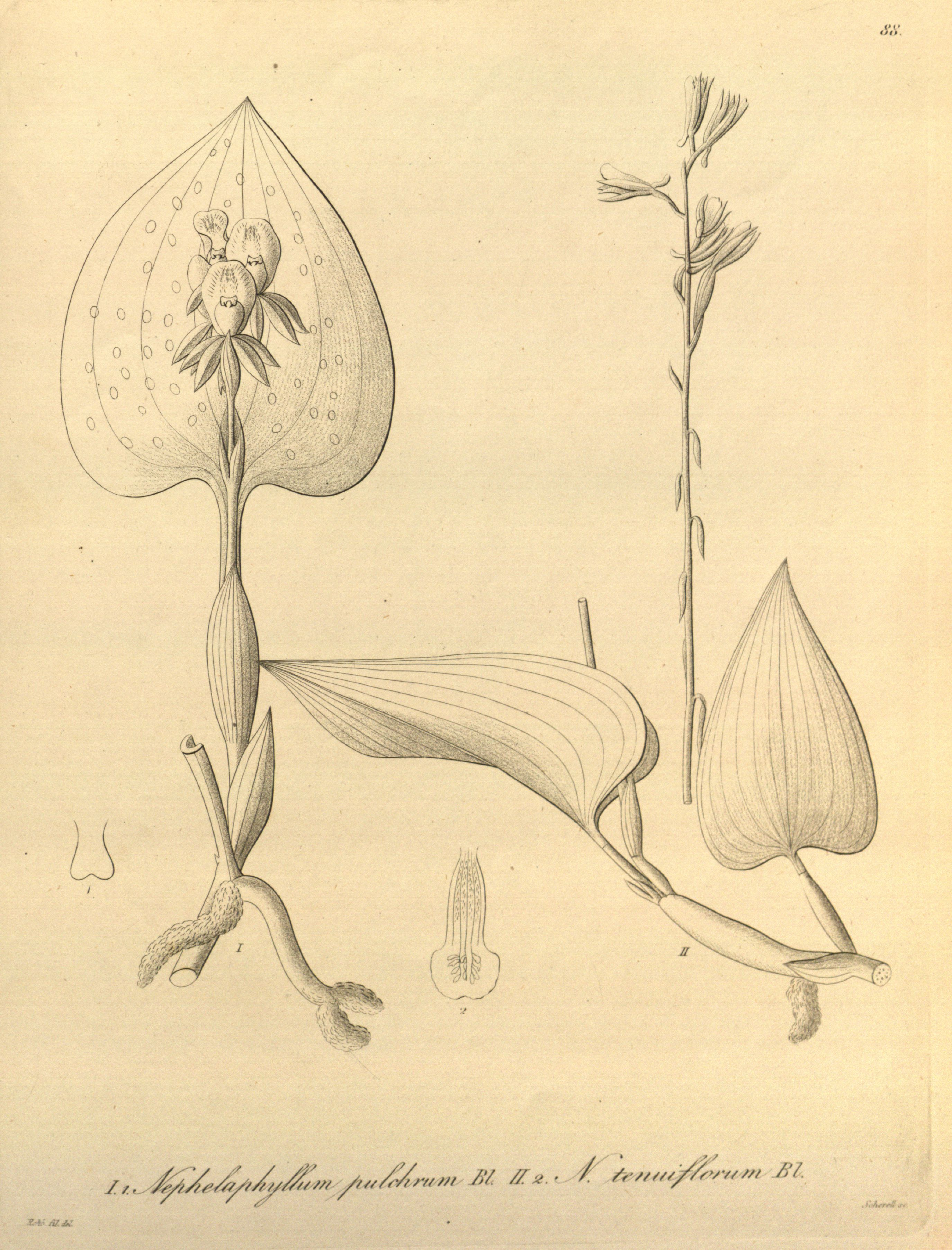